# Шевреньи
Шевреньи́ (фр. Chevregny) — коммуна во Франции, находится в регионе Пикардия. Департамент коммуны — Эна. Входит в состав кантона Гиньикур. Округ коммуны — Лан.
Код INSEE коммуны — 02183.

## Население
Население коммуны на 2010 год составляло 192 человека.
| 1962 | 1968 | 1975 | 1982 | 1990 | 1999 | 2010 |
| ---- | ---- | ---- | ---- | ---- | ---- | ---- |
| 194  | 176  | 164  | 147  | 178  | 196  | 192  |

## Экономика
В 2010 году среди 129 человек трудоспособного возраста (15—64 лет) 91 были экономически активными, 38 — неактивными (показатель активности — 70,5 %, в 1999 году было 70,5 %). Из 91 активных жителей работали 88 человек (52 мужчины и 36 женщин), безработных было 3 (1 мужчина и 2 женщины). Среди 38 неактивных 18 человек были учениками или студентами, 10 — пенсионерами, 10 были неактивными по другим причинам.